# 橫山泰行
橫山泰行（よこやま やすゆき）為日本研究漫畫哆啦A夢的權威學者，1942年出生於岐阜縣羽島市，現為富山大學教育學系教授。

## 簡歷
1967年畢業於東京教育大學體育學系。
1976年修畢東京大學教育學研究所課程。 
1993年成為富山大学教育學系教授。 
1999年開始提倡「多啦A夢學」，並架設研究網站。
2004年設立哆啦A夢文庫。

## 多啦A夢學
多啦A夢學希望對於多啦A夢這部與日本戰後文化、當時人們的夢想、以及少年及兒童心理密切相關的漫畫作探討研究，其研究對像僅限於藤子·F·不二雄本人所作的漫畫作品（共1345篇），亦即不包括動畫、遊戲、改寫作品以及藤子·F·不二雄死後由其弟子所畫的大長篇。目前橫山泰行已完成的研究內容，主要包括哆啦A夢作品中登場的道具、人物、對話等等等相關的量化分析；包括確認哆啦A夢的道具一共有1963個。

## 多啦A夢文庫
橫山泰行在2004年開設了哆啦A夢文庫，其地點設在在富山大學橫山研究室及藤子·F·不二雄的出身地的高岡市立中央圖書館。文库收藏了完整的1345篇（包括長篇及短篇）哆啦A夢漫画作品，包括單行本、初版本，以及各個當初連載的漫畫雜誌的影印本等。目前雖尚未達成電子網路化的目標，但已為多啦A夢的研究以及閱讀帶來很大的帮助。

### 著作
- 與渡部昇一合著 《多啦A夢之謎》（ドラえもんの謎）ビジネス社、2003年、ISBN 4828410279
- 《多啦A夢學》（ドラえもん学）ＰＨＰ、2005年、4月

## 連結
橫山泰行的多啦A夢學網站(日語)